# Place de la Préfecture (Metz)
La place de la Préfecture est située à Metz en Moselle. 

## Situation et accès
C'est une place du centre-ville de Metz.

## Origine du nom
Elle porte ce nom en raison de la proximité du bâtiment de la préfecture de la Moselle.

## Historique
La place date du XVIIIe siècle.
La préfecture de Metz s’est installée dans un ancien hôtel particulier du XVIIIe siècle avec un style classique et qui remplissait le rôle de palais de l’intendant du roi. Au début du XIXe siècle elle devient la préfecture après avoir été incendiée.

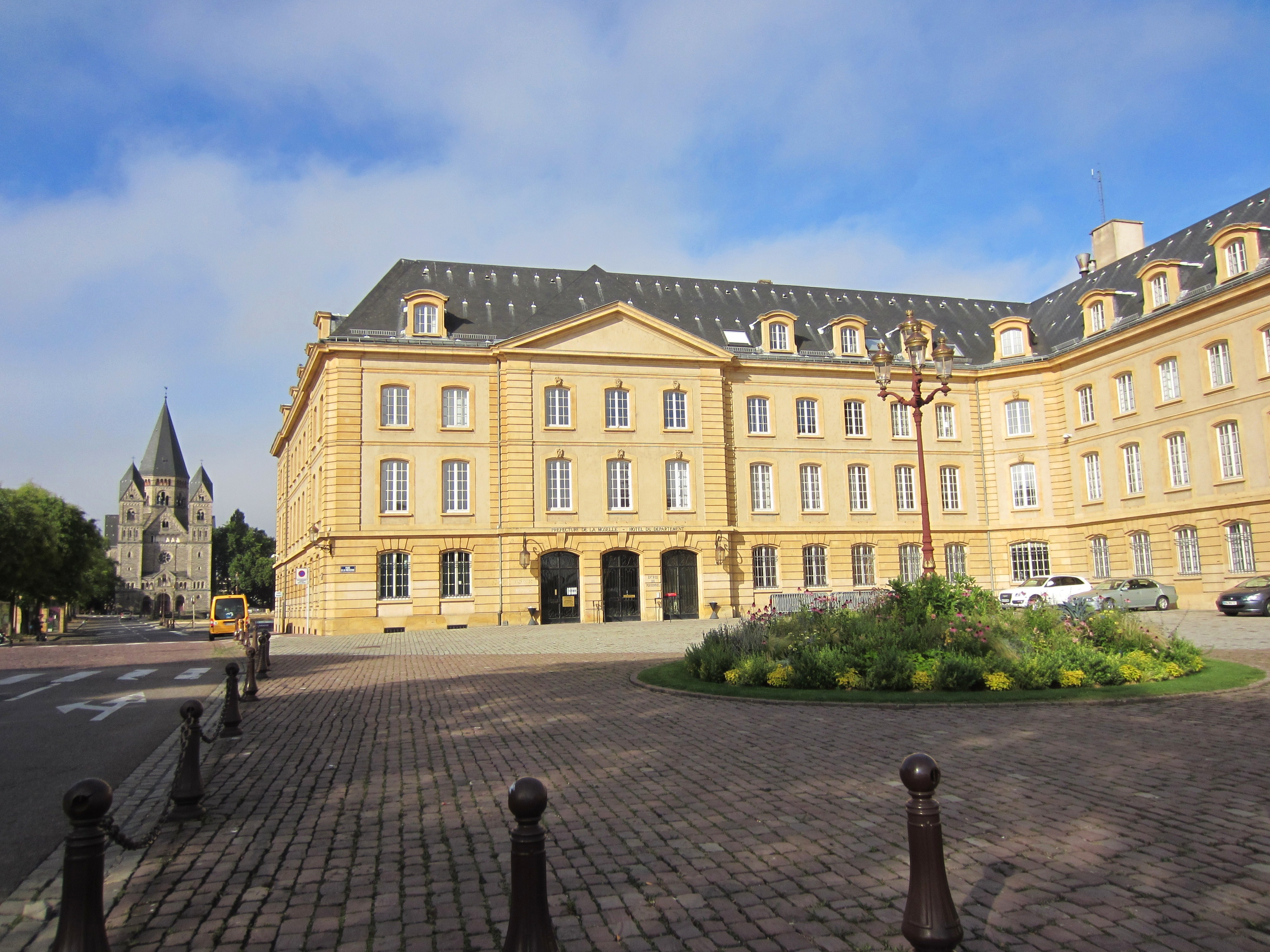
La préfecture avec en arrière-plan le Temple Neuf.